# 六安霍山戰鬥 (抗日戰爭)
六安霍山戰鬥發生於1938年8月20日－9月30日，地點則是在中國皖西一帶，六安县、霍山县在今六安市境。是抗日戰爭主要戰鬥之一，交戰一方為守軍之國民革命軍，另一方則為日軍。